# Місцеві вибори в Україні 2020
Місцеві вибори в Україні 2020 — чергові місцеві вибори, які відбулися у неділю 25 жовтня 2020 року. На них обрали депутатів сільських, селищних і міських рад та сільських, селищних і міських голів.
Через тимчасову анексію Криму РФ 2014 року та окупацію ОРДЛО, в АР Крим, Севастополі та тимчасово окупованих частині Донецької та Луганської областей жодні вибори не проводилися.
15 липня 2020 року Верховна Рада призначила дату виборів на 25 жовтня. У кінці червня на вулицях з'явилась політична реклама, хоча офіційно передвиборча кампанія почалася 5 вересня. Згідно із законодавством, проведення політичної агітації поза періодом передвиборчої кампанії забороняється.
Загалом було обрано 42501 депутат до 1577 обласних, районних, міських, селищних і сільських рад та рад районів у містах.

## Загальні дані

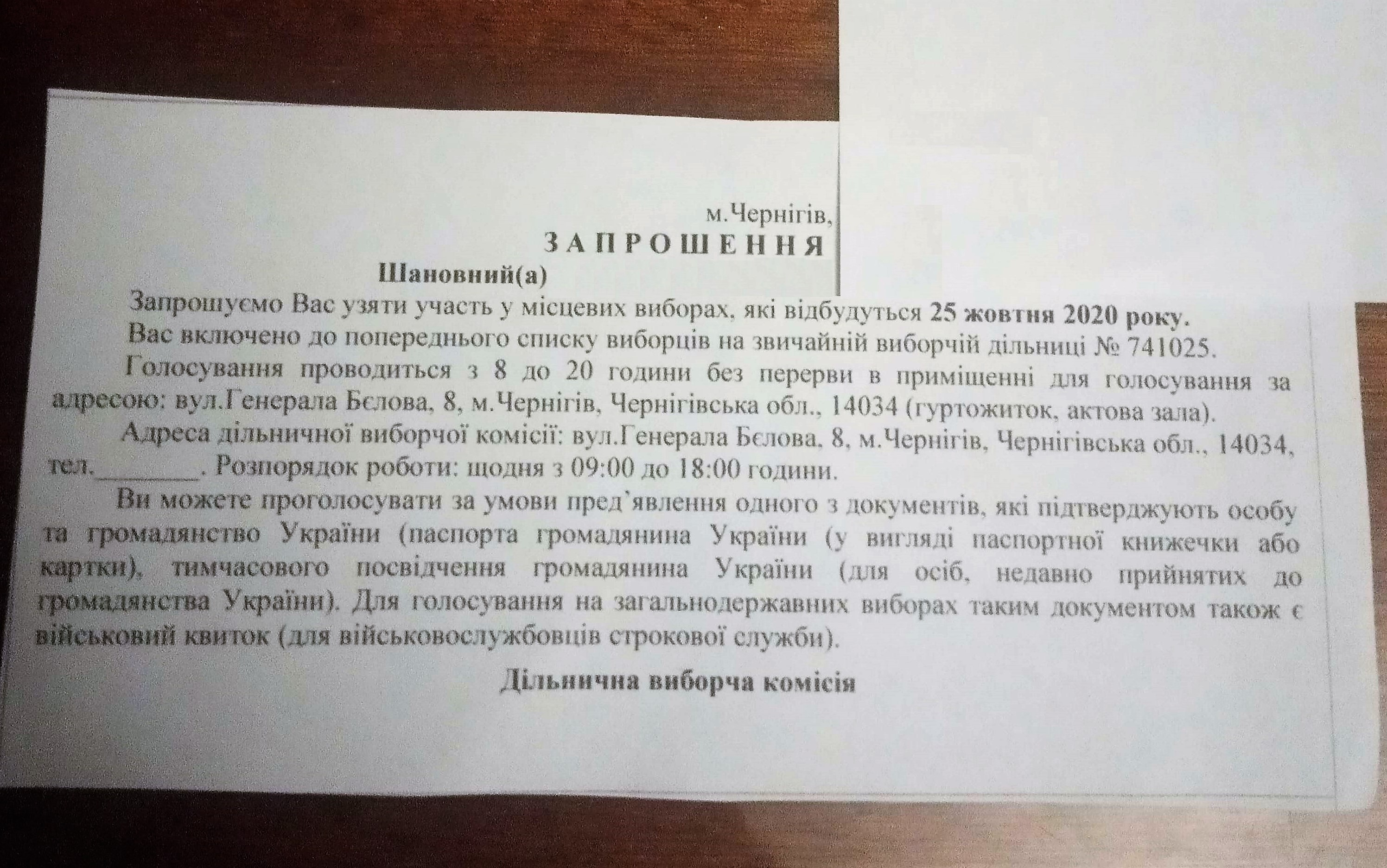
Запрошення на вибори, Чернігів

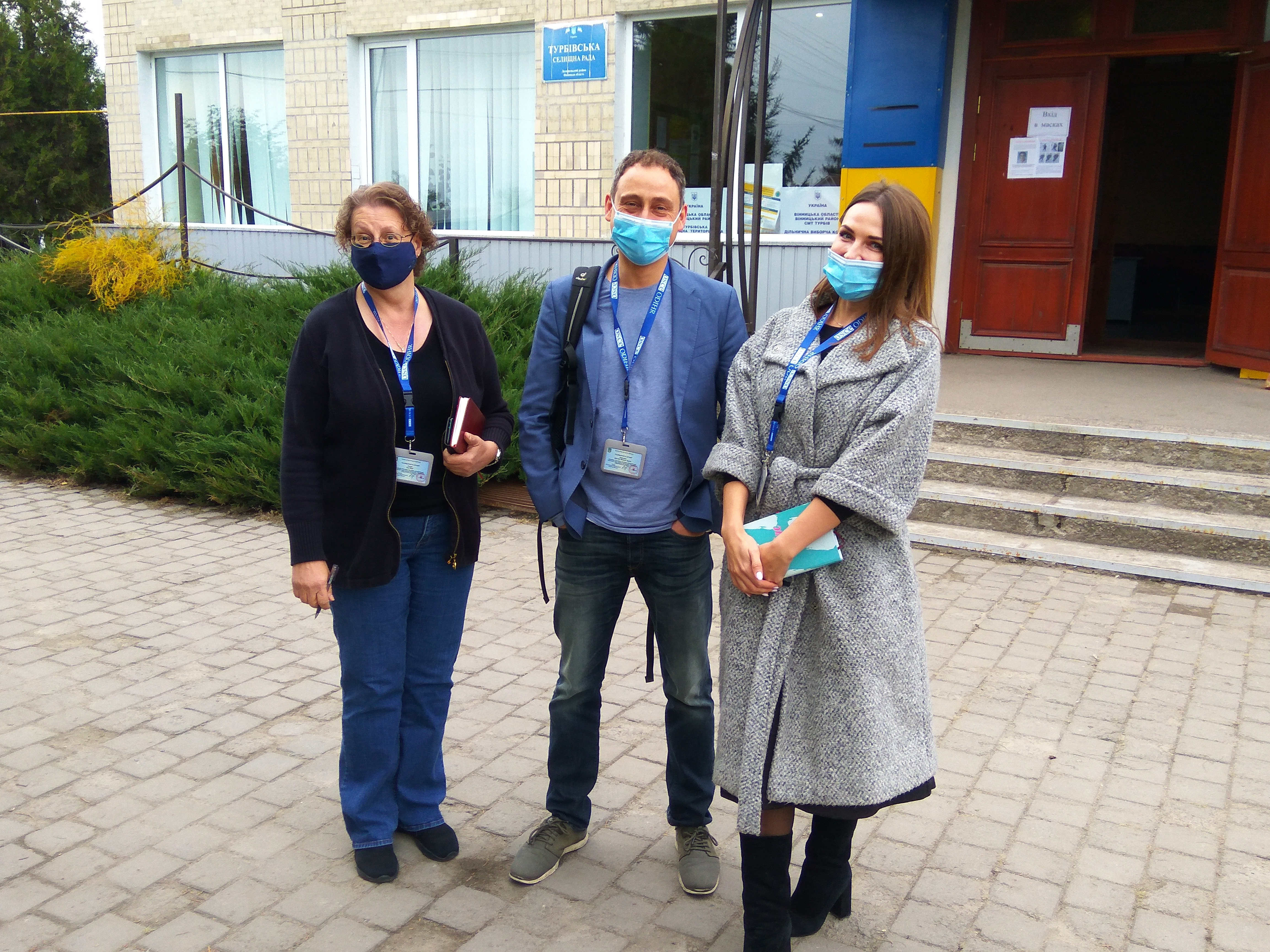
Спостерігачі від ОБСЄ у Турбові

Орієнтована кількість виборців становила 27,2 млн осіб, кількість виборців у списках на виборчих дільницях оцінювалася у 28,1 млн осіб, кількість виборчих дільниць  — понад 29 тис. Були обрані обласні і районні ради, а також голови та ради територіальних громад України. У п'ятьох містах жителі також обирали депутатів районних у місті рад.
На виборах обирали:
- депутатів обласних і Київської міської ради — 1780,
- депутатів районних рад — 5366,
- депутатів міських рад — 11124,
- депутатів районних у містах з районних поділом рад — 562,
- депутатів селищних рад — 1543,
- депутатів сільських рад — 4063,
- міських голів — 369,
- селищних голів — 428,
- сільських голів — 623

1 січня 2020 вступив в силу новий Виборчий кодекс, який змінив правила виборів до місцевих рад. Голосування за мажоритарною системою відтоді проходитиме лише у територіальних громадах, що мають менше 10 тис. виборців, можливе самовисування кандидатів у депутати міської, селищної та сільської рад. Від одного округу може бути обрано 2 — 4 депутатів (раніше 1 один округ обирав лише одного депутата).
У громадах з населенням понад 10 тис. виборців голосування відбулося за відкритими списками та оновленою пропорційною системою, без можливості самовисування кандидатів у депутати міської, селищної та сільської рад.. Депутатські мандати отримали партії, які подолали 5 % бар'єр. Окрім того, другий тур голосування за міського голову проводився в містах із кількістю виборців понад 75 тисяч.
На місцевих виборах 2020 року вперше запроваджено гендерні квоти для партій. З цього року в списку партії має бути не менше 40 % представників однієї статі.

## Умови та правила голосування
Вибори відбулися у неділю 25 жовтня 2020 року і тривали з 8:00 до 20:00. Для отримання бюлетеня виборець мав пред'явити документ, що підтверджує особу та громадянство України, вхід до виборчих дільниць був можливий виключно у масці чи респіраторі та після температурного скринінгу. Щоб проголосувати, виборець мав заповнити кілька бланків з переліком кандидатів до місцевих рад (2-5, залежно від місця проживання), більшість виборців отримала по 4 бюлетені.

### Бюлетені

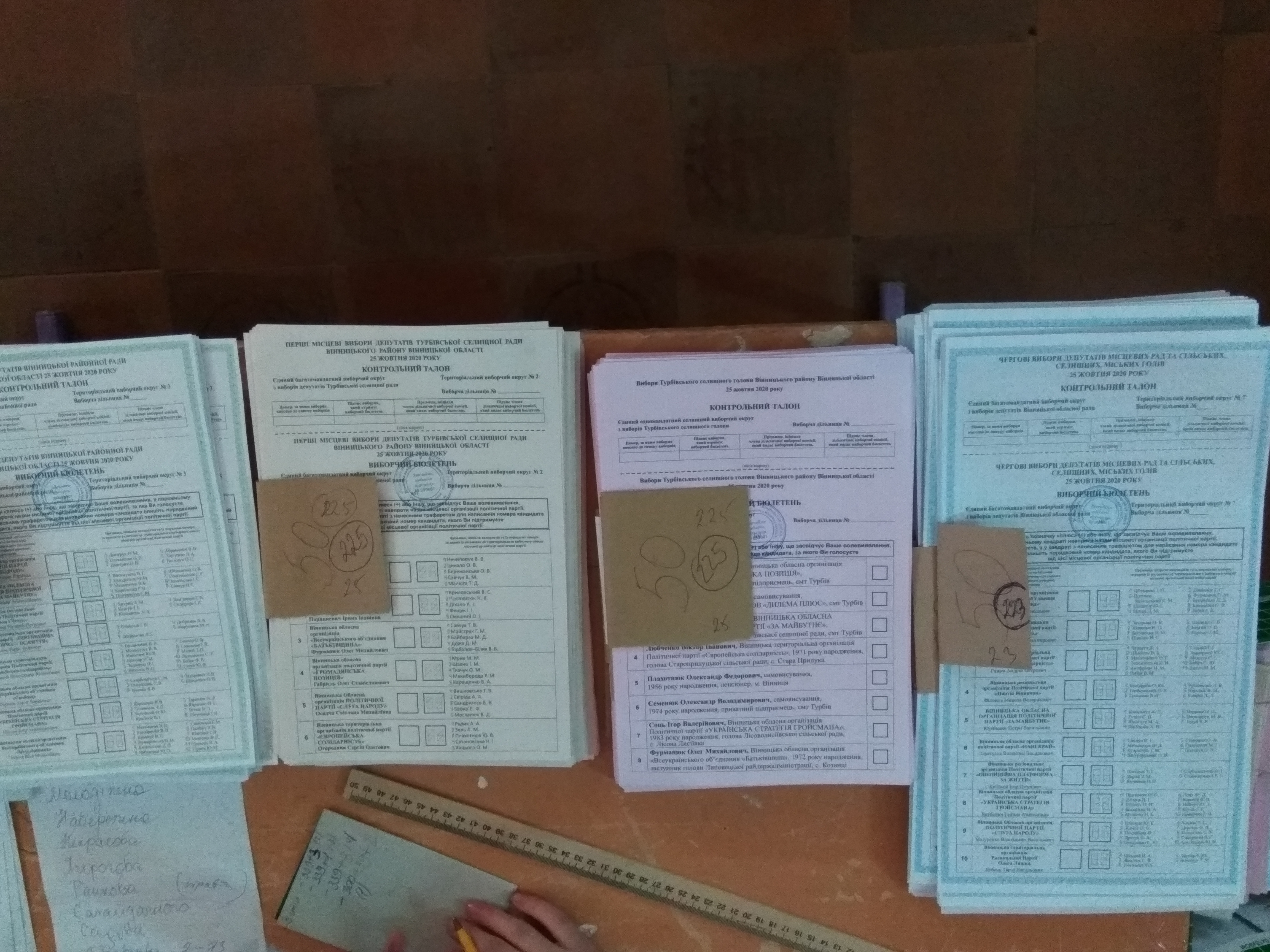
Виборчі бюлетені на Вінниччині

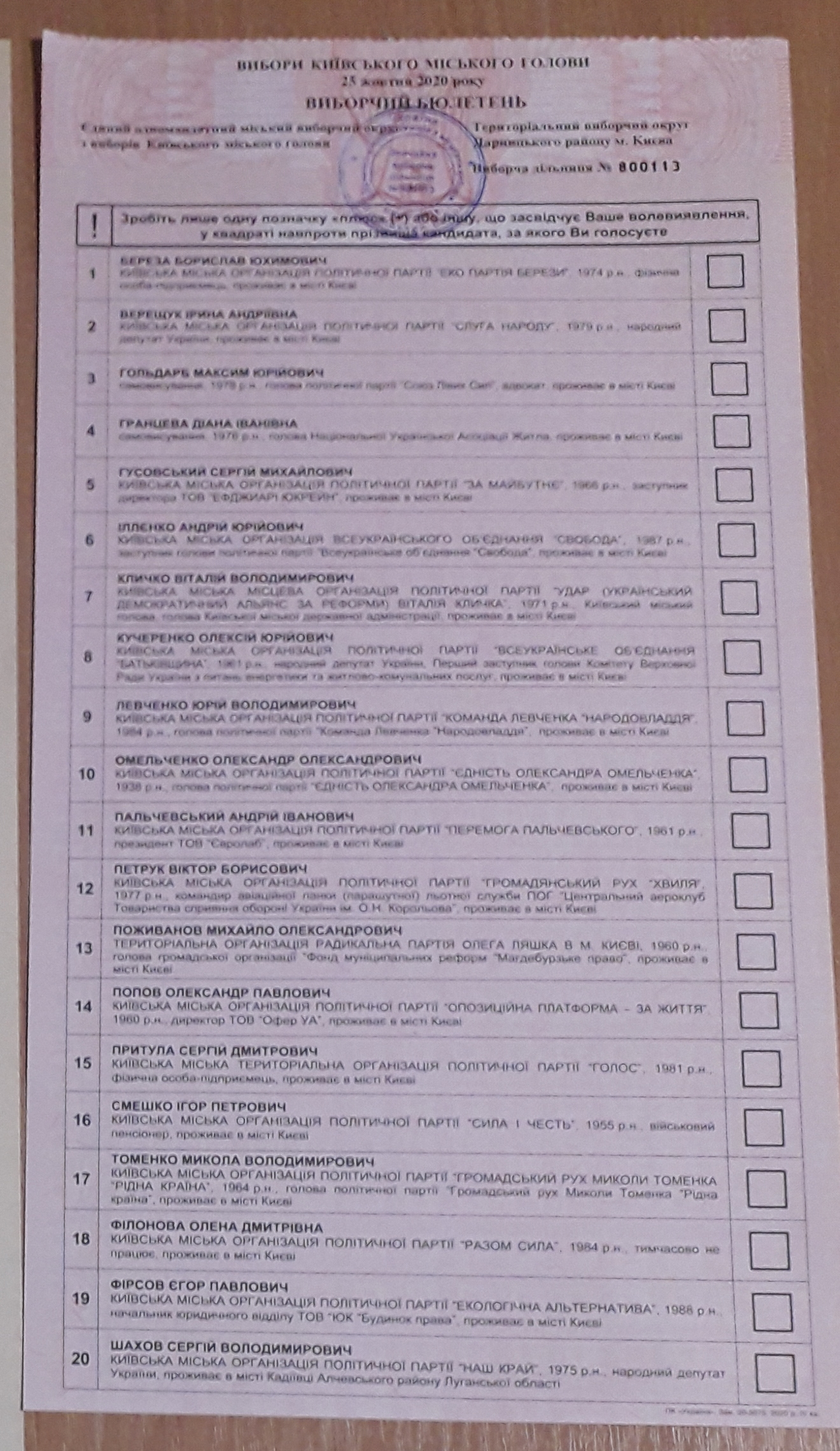
Бюлетень для голосування за Київського міського голову

Бюлетені розрізнялися за кольорами:
1. світлорожевий — вибори мера, голів сільських і селищних рад;
2. блакитний — вибори до обласних рад;
3. світлозелений — вибори до районних рад;
4. світложовтий — вибори до міських рад;
5. світлосірий — вибори районної ради в місті;
6. кремовий — вибори сільських і селищних рад.

### Правила голосування
Якщо виборець допустився помилки, він міг звернутися до члена дільничної комісії за новим бюлетнем. Після заповнення відповідної заяви зіпсований бланк один раз могли обміняти на новий.
- Щоб проголосувати за партію, виборець мав поставити галочку, «+» або інший знак в порожньому квадраті навпроти назви.
- Далі зі списку в правій частині бюлетеня потрібно було вибрати прізвище кандидата від даної політсили.
- Порядковий номер обраного кандидата необхідно було вписати в квадрат із трафаретом.
- Голосувати можна було за одну партію і одного кандидата в депутати від неї.

Бюлетень визнавався недійсним, якщо в ньому не було позначки в квадраті поруч з назвою партії. Голосування ж за кандидата було необов'язковим.

## Опитування «П'ять питань від президента»
Того ж дня, 25 жовтня, біля виборчих дільниць відбувалася інша подія, що формально не була пов'язана з виборами — «всеукраїнське опитування громадської думки», організоване президентом Зеленським. У опитуванні всім охочим мали пропонувати дати відповіді на такі питання:
1. Чи підтримуєте ви ідею довічного ув'язнення за корупцію в особливо великих розмірах?
2. Чи підтримуєте ви створення вільної економічної зони на Донбасі?
3. Чи підтримуєте ви скорочення кількості народних депутатів до 300?
4. Чи підтримуєте ви легалізацію канабіса в медичних цілях — для зменшення болю у тяжкохворих?
5. Чи підтримуєте ви право України на використання гарантій безпеки, визначених Будапештським меморандумом, для відновлення її державного суверенітету і територіальної цілісності?

## Етапи виборів

### Вибори до обласних рад
Вибори відбулися до 22 обласних рад (без Донецької і Луганської). Всього Центральна виборча комісія до 10 серпня 2020 року сформувала 22 обласних територіальних виборчих комісій.

### Вибори до районних рад
Вибори відбулись до 119 районних рад (без районних рад районів АР Крим та рад Горлівського, Донецького, Кальміуського районів Донецької області та рад Алчевського, Довжанського, Луганського, Ровеньківського районів Луганської області)

### Вибори голів і рад громад
У Кривому Розі, Кропивницькому, Полтаві і Херсоні окрім виборів міських голів і міських рад також відбулися вибори районних у місті рад.
Перелік громад Донецької області і Луганської області на території яких неможливо було провести вибори депутатів відповідних місцевих рад та голів 25 жовтня 2020 року:
- Світлодарська міська громада
- Торецька міська громада
- Мирненська селищна громада
- Ольгинська селищна громада
- Волноваська міська громада
- Вугледарська міська громада
- Сартанська селищна громада
- Очеретинська селищна громада
- Авдіївська міська громада
- Мар'їнська міська громада
- Гірська міська громада
- Лисичанська міська громада
- Попаснянська міська громада
- Сєвєродонецька міська громада
- Нижньотеплівська сільська громада
- Станично-Луганська селищна громада
- Широківська сільська громада
- Щастинська міська громада

## Хронологія

### Перед виборами
- 15 липня 2020 року Верховна рада ухвалила постанову про призначення місцевих виборів на 25 жовтня 2020 року[17]. Виборчий процес розпочинається за 50 днів до дня виборів — 5 вересня 2020 року.

- з 27 липня по 5 серпня — організації партій вносять подання до складу територіальних виборчих комісій (ТВК) (обласних, районних, міських);
- до 10 серпня — ЦВК формує склад ТВК (обласних, районних, міських);
- 5 вересня — початок виборчого процесу (за 50 днів до дня голосування);
- з 15 по 24 вересня — проведення конференцій місцевих організацій з висування кандидатів;
- з 15 по 24 вересня — подання документів для реєстрації кандидатів;
- з 15 по 29 вересня — рішення ТВК про реєстрацію кандидатів;
- наступний день після прийняття рішення про реєстрацію кандидатів — початок агітаційного процесу;
- до 9 жовтня — формування ДВК;
- з 15 по 19 жовтня — подання розпорядниками виборчого фонду проміжного фінансового звіту до ТВК;
- до 22 жовтня — реєстрація спостерігачів;
- 23 жовтня — завершення агітації;
- 24 жовтня — день тиші, агітація заборонена;
- 25 жовтня — день голосування;
- з 26 жовтня по 1 листопада — подання розпорядниками виборчого фонду остаточного фінансового звіту до ТВК;
- до 6 листопада — ЦВК встановлює підсумки голосування.

### Явка на виборах
Явка на виборах, за даними ЦВК, склала 36,88 %, у виборах взяло участь 10,556 млн виборців, вибори було визнано дійсними.
| Регіон                    | Виборців в уточнених списках | Виборців, що отримали бюлетені | Явка, % |
| ------------------------- | ---------------------------- | ------------------------------ | ------- |
| Вінницька область         | 1207116                      | 475538                         | 39,39   |
| Волинська область         | 754927                       | 316202                         | 41,89   |
| Дніпропетровська область  | 2438096                      | 832778                         | 34,16   |
| Донецька область          | 1137379                      | 360177                         | 31,67   |
| Житомирська область       | 935081                       | 350378                         | 37,47   |
| Закарпатська область      | 933805                       | 385156                         | 41,25   |
| Запорізька область        | 1327391                      | 450382                         | 33,93   |
| Івано-Франківська область | 1041818                      | 429025                         | 41,18   |
| Київська область          | 1480270                      | 542623                         | 36,66   |
| Кіровоградська область    | 715264                       | 252403                         | 35,29   |
| Луганська область         | 242324                       | 92380                          | 38,12   |
| Львівська область         | 1894006                      | 829945                         | 43,82   |
| Миколаївська область      | 856796                       | 274323                         | 32,02   |
| Одеська область           | 1740939                      | 617298                         | 35,46   |
| Полтавська область        | 1094245                      | 412947                         | 37,74   |
| Рівненська область        | 842917                       | 331616                         | 39,34   |
| Сумська область           | 845309                       | 300770                         | 35,58   |
| Тернопільська область     | 800702                       | 357787                         | 44,68   |
| Харківська область        | 2005457                      | 648458                         | 32,33   |
| Херсонська область        | 802957                       | 260079                         | 32,39   |
| Хмельницька область       | 984330                       | 400688                         | 40,71   |
| Черкаська область         | 953065                       | 340809                         | 35,76   |
| Чернівецька область       | 681467                       | 237394                         | 34,84   |
| Чернігівська область      | 790346                       | 329070                         | 41,64   |
| Київ                      | 2115997                      | 728395                         | 34,42   |
| Україна                   | 28622004                     | 10556621                       | 36,88   |

## Результати

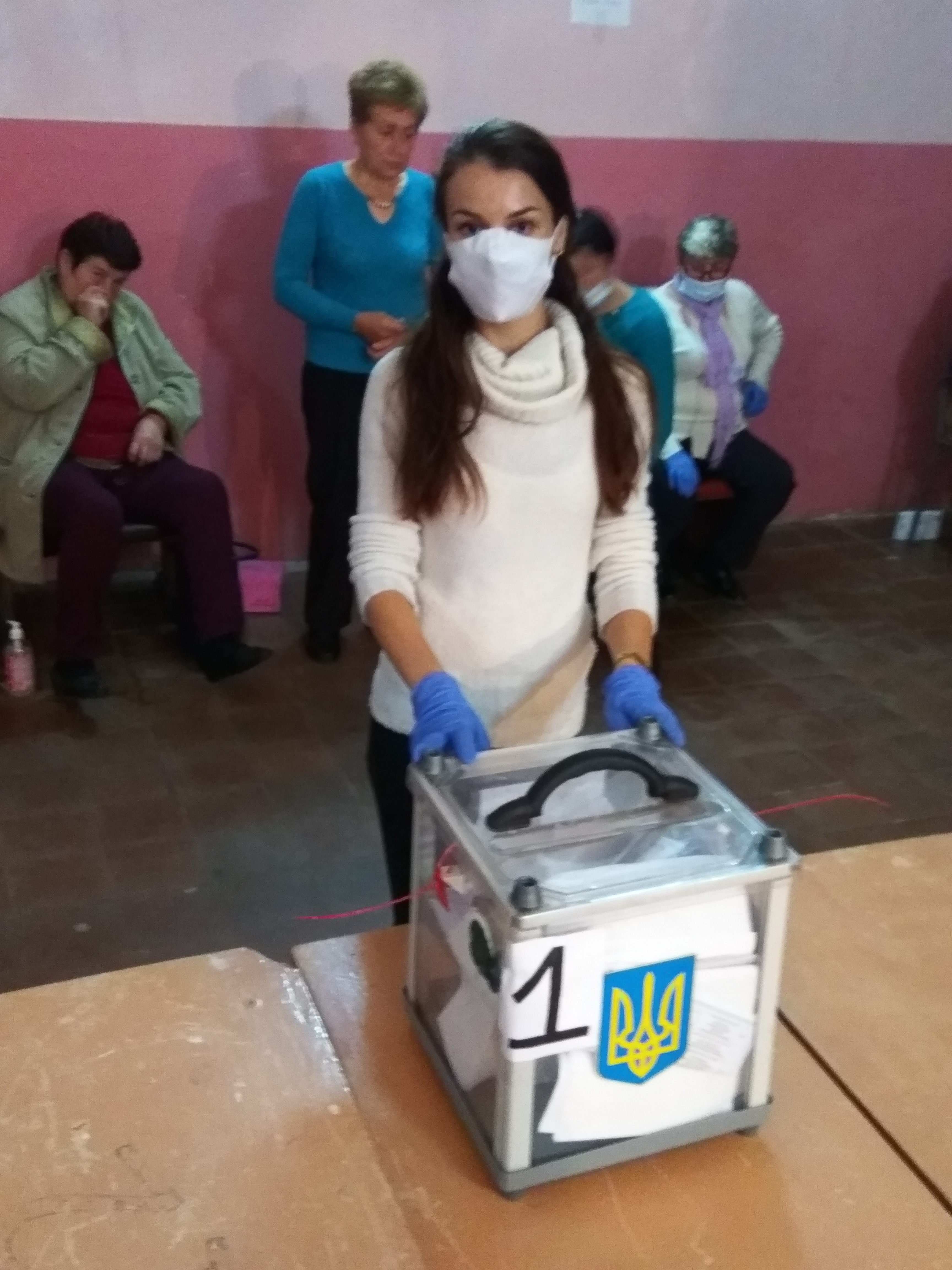
Відкриття скриньок

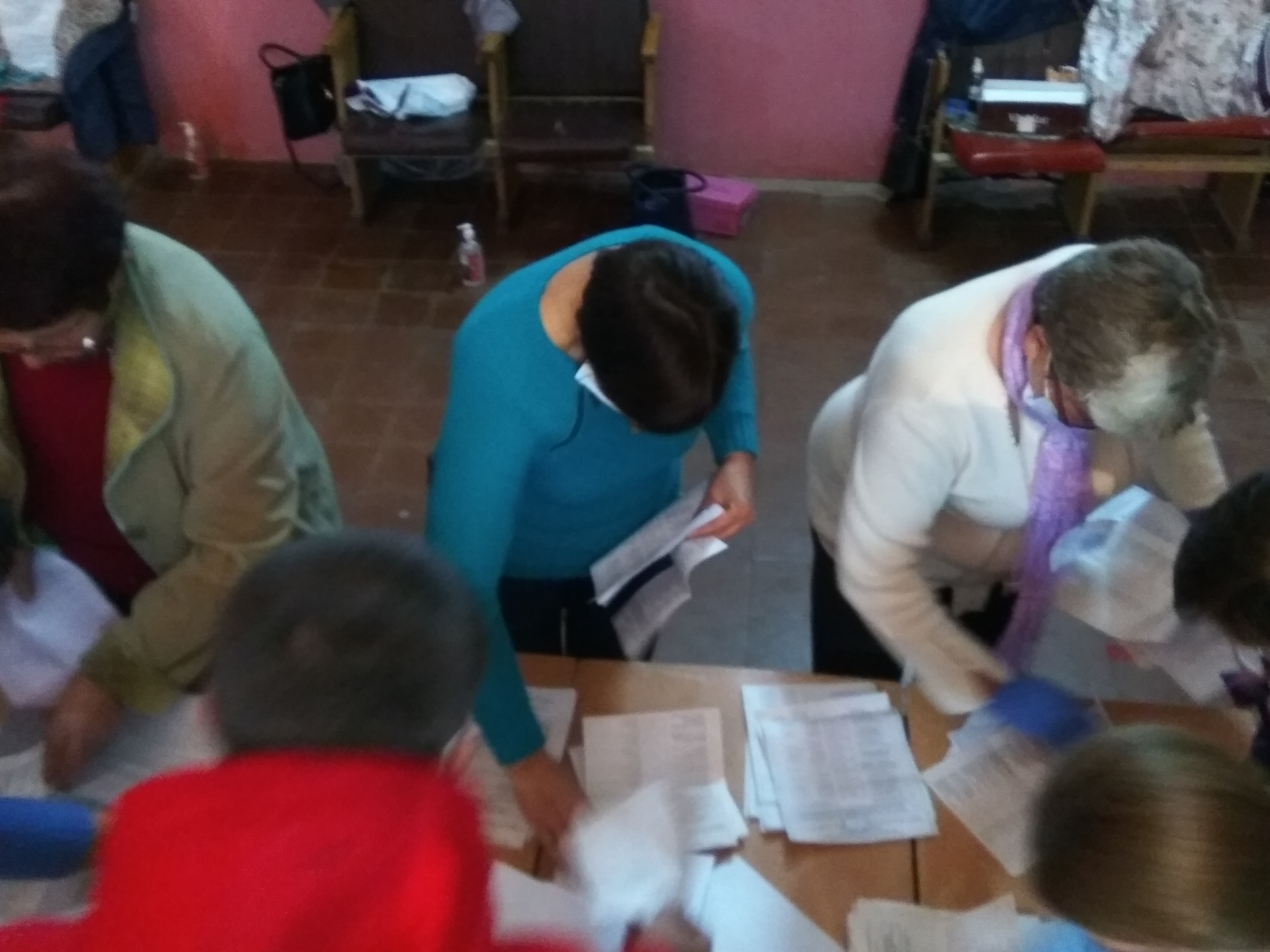
Підрахунок голосів

За даними ЦВК, 56 % виборців на місцевих виборах мали вік більше 50 років.

### Вибори міського голови
| Місто                  | Обраний мер           | % голосів | Суб'єкт висування                       |
| ---------------------- | --------------------- | --------- | --------------------------------------- |
| Київ                   | Віталій Кличко        | 50,52 %   | «УДАР»                                  |
| Харків                 | Геннадій Кернес       | 60,34 %   | «Блок Кернеса — Успішний Харків»        |
| Одеса                  | Геннадій Труханов     | 54,28 %   | «Довіряй Ділам»                         |
| Дніпро                 | Борис Філатов         | 78,07 %   | «Пропозиція»                            |
| Запоріжжя              | Володимир Буряк       | 59,99 %   | «Партія Володимира Буряка „Єднання“»    |
| Львів                  | Андрій Садовий        | 62,25 %   | Об'єднання «Самопоміч»                  |
| Кривий Ріг             | Костянтин Павлов      | 56,97 %   | «Опозиційна платформа — За життя»       |
| Миколаїв               | Олександр Сєнкевич    | 59,74 %   | «Пропозиція»                            |
| Маріуполь              | Вадим Бойченко        | 64,57 %   | «Блок Вадима Бойченка»                  |
| Вінниця                | Сергій Моргунов       | 65,93 %   | «Українська Стратегія Гройсмана»        |
| Херсон                 | Ігор Колихаєв         | 63,59 %   | «Партія Ігоря Колихаєва „Нам тут жити“» |
| Полтава                | Олександр Мамай       | 51,48 %   | «За Майбутнє»                           |
| Чернігів               | Владислав Атрошенко   | 77,49 %   | Рідний дім                              |
| Черкаси                | Анатолій Бондаренко   | 54,33 %   | «За Майбутнє»                           |
| Житомир                | Сергій Сухомлин       | 51,38 %   | «Пропозиція»                            |
| Суми                   | Олександр Лисенко     | 60,32 %   | ВО «Батьківщина»                        |
| Хмельницький           | Олександр Симчишин    | 86,83 %   | ВО «Свобода»                            |
| Чернівці               | Роман Клічук          | 59,54 %   | «Єдина Альтернатива»                    |
| Рівне                  | Олександр Третяк      | 50,24 %   | «Європейська Солідарність»              |
| Кам'янське             | Андрій Білоусов       | 67,27 %   | «Бджола»                                |
| Кропивницький          | Андрій Райкович       | 53,53 %   | «Пропозиція»                            |
| Івано-Франківськ       | Руслан Марцінків      | 84,78 %   | ВО «Свобода»                            |
| Кременчук              | Віталій Малецький     | 52,08 %   | «За Майбутнє»                           |
| Тернопіль              | Сергій Надал          | 74,59 %   | ВО «Свобода»                            |
| Луцьк                  | Ігор Поліщук          | 54,60 %   | «За Майбутнє»                           |
| Біла Церква            | Геннадій Дикий        | 57,58 %   | «За Майбутнє»                           |
| Краматорськ            | Олександр Гончаренко  | 57,85 %   | самовисування                           |
| Мелітополь             | Іван Федоров          | 59,60 %   | «Команда Сергія Мінька»                 |
| Нікополь               | Олександр Саюк        | 54,64 %   | «За Майбутнє»                           |
| Слов'янськ             | Вадим Лях             | 60,87 %   | «Опозиційний блок»                      |
| Ужгород                | Богдан Андріїв        | 51,01 %   | самовисування                           |
| Бердянськ              | Валерій Баранов       | 49,98 %   | «За Майбутнє»                           |
| Павлоград              | Анатолій Вершина      | 57,97 %   | самовисування                           |
| Кам'янець-Подільський  | Михайло Посітко       | 58,33 %   | ВО «Свобода»                            |
| Бровари                | Ігор Сапожко          | 53,16 %   | «Команда Сапожка „Єдність“»             |
| Конотоп                | Артем Семеніхін       | 40,27 %   | ВО «Свобода»                            |
| Умань                  | Ірина Плетньова       | 33,30 %   | «За Майбутнє»                           |
| Мукачево               | Андрій Балога         | 66,88 %   | «Команда Андрія Балоги»                 |
| Олександрія            | Сергій Кузьменко      | 57,21 %   | самовисування                           |
| Шостка                 | Микола Нога           | 26,15 %   | «Наш край»                              |
| Бердичів               | Сергій Орлюк          | 28,76 %   | «Пропозиція»                            |
| Бахмут                 | Олексій Рева          | 77,99 %   | самовисування                           |
| Дрогобич               | Тарас Кучма           | 50,42 %   | самовисування                           |
| Костянтинівка          | Олег Азаров           | 41,46 %   | «Опозиційна платформа — За життя»       |
| Ніжин                  | Олександр Кодола      | 38,11 %   | «За Майбутнє»                           |
| Ізмаїл                 | Андрій Абрамченко     | 81,51 %   | «Слуга народу»                          |
| Новомосковськ          | Сергій Рєзнік         | 30,93 %   | самовисування                           |
| Ковель                 | Ігор Чайка            | 16,59 %   | «За Майбутнє»                           |
| Сміла                  | Сергій Ананко         | 52,71 %   | «Слуга народу»                          |
| Червоноград            | Андрій Залівський     | 49,76 %   | самовисування                           |
| Калуш                  | Андрій Найда          | 45,07 %   | ВО «Свобода»                            |
| Первомайськ            | Олег Демченко         | 22,70 %   | «Опозиційний блок»                      |
| Коростень              | Володимир Москаленко  | 38,68 %   | «Наш край»                              |
| Покровськ              | Руслан Требушкін      | 35,62 %   | «За Майбутнє»                           |
| Коломия                | Богдан Станіславський | 38,03 %   | самовисування                           |
| Бориспіль              | Володимир Борисенко   | 28,41 %   | «Європейська Солідарність»              |
| Рубіжне                | Сергій Хортів         | 61,65 %   | «Наш край»                              |
| Чорноморськ            | Василь Гуляєв         | 34,31 %   | «За Майбутнє»                           |
| Стрий                  | Олег Канівець         | 23,33 %   | самовисування                           |
| Дружківка              | Володимир Григоренко  | 52,78 %   | «Опозиційна платформа — За життя»       |
| Прилуки                | Ольга Попенко         | 46,88 %   | ВО «Батьківщина»                        |
| Лозова                 | Сергій Зеленський     | 65,98 %   | самовисування                           |
| Новоград-Волинський    | Микола Боровець       | 18 %      | самовисування                           |
| Енергодар              | Дмитро Орлов          | 27,14 %   | «За Майбутнє»                           |
| Нововолинськ           | Борис Карпус          | 38,74 %   | «За Майбутнє»                           |
| Горішні Плавні         | Дмитро Биков          | 74,29 %   | самовисування                           |
| Ізюм                   | Валерій Марченко      | 50,87 %   | «Слуга народу»                          |
| Білгород-Дністровський | Віталій Граждан       | 28,56 %   | «Опозиційна платформа — За життя»       |
| Ірпінь                 | Олександр Маркушин    | 45,42 %   | «Нові обличчя»                          |
| Нова Каховка           | Володимир Коваленко   | 60,15 %   | «Слуга народу»                          |

### Вибори до місцевих рад
| Назва політичної партії, місцева організація якої висунула кандидата у депутати, або самовисування | Кількість обраних депутатів з 42501 депутата | %    |       |
| -------------------------------------------------------------------------------------------------- | -------------------------------------------- | ---- | ----- |
| Самовисування                                                                                      | 6602                                         | 16%  | ▲ 6%  |
| Слуга народу                                                                                       | 6398                                         | 15%  | ▼ 28% |
| Батьківщина                                                                                        | 4469                                         | 11%  | ▲ 3%  |
| ОПЗЖ                                                                                               | 4215                                         | 10%  | ▼ 3%  |
| За майбутнє                                                                                        | 4067                                         | 10%  | ▲ 10% |
| ЄС                                                                                                 | 3905                                         | 9%   | ▲ 1%  |
| Наш край                                                                                           | 1894                                         | 4.46 |       |
| ВО «Свобода»                                                                                       | 890                                          | 2.09 |       |
| Українська стратегія Гройсмана                                                                     | 680                                          | 1.60 |       |
| Радикальна Партія Олега Ляшка                                                                      | 582                                          | 1.37 |       |
| Сила і честь                                                                                       | 575                                          | 1.35 |       |
| Пропозиція                                                                                         | 574                                          | 1.35 |       |
| Довіра                                                                                             | 458                                          | 1.08 |       |
| Рідний дім                                                                                         | 440                                          | 1.04 |       |
| Блок Кернеса                                                                                       | 433                                          | 1.02 |       |
| Рідне Закарпаття                                                                                   | 354                                          | 0.83 |       |
| ВО «Черкащани»                                                                                     | 343                                          | 0.81 |       |
| Голос                                                                                              | 335                                          | 0.79 |       |
| Блок Світличної Разом                                                                              | 320                                          | 0.75 |       |
| Аграрна партія України                                                                             | 313                                          | 0.74 |       |
| За конкретні справи                                                                                | 307                                          | 0.72 |       |
| Блок Вілкула                                                                                       | 272                                          | 0.64 |       |
| Довіряй ділам                                                                                      | 227                                          | 0.53 |       |
| Рідне місто                                                                                        | 224                                          | 0.53 |       |
| Самопоміч                                                                                          | 223                                          | 0.52 |       |
| Українська Галицька Партія                                                                         | 219                                          | 0.52 |       |
| Платформа громад                                                                                   | 216                                          | 0.51 |       |
| Партія Колихаєва «Нам тут жити»                                                                    | 215                                          | 0.51 |       |
| Опозиційний блок                                                                                   | 206                                          | 0.48 |       |
| Народний Рух України                                                                               | 198                                          | 0.47 |       |
| Команда Андіря Балоги                                                                              | 193                                          | 0.45 |       |
| УДАР                                                                                               | 183                                          | 0.43 |       |
| Сила Людей                                                                                         | 152                                          | 0.36 |       |
| Порядок                                                                                            | 137                                          | 0.32 |       |
| Громадянська позиція                                                                               | 135                                          | 0.32 |       |
| «КМКС» Партія угорців України                                                                      | 128                                          | 0.30 |       |
| Народний контроль                                                                                  | 79                                           | 0.19 |       |
| Єдина альтернатива                                                                                 | 74                                           | 0.17 |       |
| Команда Симчишина                                                                                  | 74                                           | 0.17 |       |
| Партія Володимира Буряка Єднання                                                                   | 62                                           | 0.15 |       |
| Перемога Пальчевського                                                                             | 62                                           | 0.15 |       |
| Блок Вадима Бойченка                                                                               | 59                                           | 0.14 |       |
| Нові обличчя                                                                                       | 53                                           | 0.12 |       |
| Партія Шарія                                                                                       | 52                                           | 0.12 |       |
| Громадська сила                                                                                    | 47                                           | 0.11 |       |
| Команда Сергія Мінька                                                                              | 46                                           | 0.11 |       |
| Блок Володимира Сальдо                                                                             | 41                                           | 0.10 |       |
| Час змін                                                                                           | 41                                           | 0.10 |       |
| Європейська Партія України                                                                         | 39                                           | 0.09 |       |
| Нова політика                                                                                      | 39                                           | 0.09 |       |
| Бджола                                                                                             | 34                                           | 0.08 |       |
| ВАРТА                                                                                              | 33                                           | 0.08 |       |
| Українська Народна Партія                                                                          | 30                                           | 0.07 |       |
| Партія місцевого самоврядування                                                                    | 26                                           | 0.06 |       |
| Партія Зелених України                                                                             | 24                                           | 0.06 |       |
| Демократична Партія угорців України                                                                | 23                                           | 0.05 |       |
| Добрий самарянин                                                                                   | 21                                           | 0.05 |       |
| Громадський рух Томенка «Рідна Україна»                                                            | 20                                           | 0.05 |       |
| Україна славетна                                                                                   | 20                                           | 0.05 |       |
| Основа                                                                                             | 19                                           | 0.04 |       |
| Національний корпус                                                                                | 18                                           | 0.04 |       |
| Наш Краматорськ                                                                                    | 17                                           | 0.04 |       |
| Партія простих людей Сергія Капліна                                                                | 15                                           | 0.04 |       |
| Березанська громада                                                                                | 14                                           | 0.03 |       |
| Єдність Омельченка                                                                                 | 14                                           | 0.03 |       |
| Партія миру та розвитку                                                                            | 14                                           | 0.03 |       |
| Перспектива міста                                                                                  | 14                                           | 0.03 |       |
| Народна Партія                                                                                     | 13                                           | 0.03 |       |
| Конгрес українських націоналістів                                                                  | 13                                           | 0.03 |       |
| Ліва опозиція                                                                                      | 13                                           | 0.03 |       |
| Українська партія                                                                                  | 12                                           | 0.03 |       |
| Свідомі                                                                                            | 11                                           | 0.03 |       |
| Команда Михайлішина                                                                                | 11                                           | 0.03 |       |
| Разом сила                                                                                         | 11                                           | 0.03 |       |
| Республіканська платформа                                                                          | 11                                           | 0.03 |       |
| Воля                                                                                               | 10                                           | 0.02 |       |
| Біла Церква разом                                                                                  | 9                                            | 0.02 |       |
| Громадянський рух Хвиля                                                                            | 9                                            | 0.02 |       |
| Країна                                                                                             | 9                                            | 0.02 |       |
| Акцент                                                                                             | 8                                            | 0.02 |       |
| Партія розвитку громад                                                                             | 8                                            | 0.02 |       |
| Партія пенсіонерів України                                                                         | 7                                            | 0.02 |       |
| Справедливість                                                                                     | 7                                            | 0.02 |       |
| Партія вінничан                                                                                    | 7                                            | 0.02 |       |
| Партія національного егоїзму                                                                       | 7                                            | 0.02 |       |
| Рівне разом                                                                                        | 7                                            | 0.02 |       |
| Самоврядна українська держава                                                                      | 7                                            | 0.02 |       |
| Молодіжна партія України                                                                           | 6                                            | 0.01 |       |
| Партія ветеранів Афганістану                                                                       | 6                                            | 0.01 |       |
| Справедливість                                                                                     | 6                                            | 0.01 |       |
| Єдність                                                                                            | 6                                            | 0.01 |       |
| Наші                                                                                               | 6                                            | 0.01 |       |
| Українська православна асамблея                                                                    | 6                                            | 0.01 |       |
| Миколаївці                                                                                         | 5                                            | 0.01 |       |
| Партія твого міста                                                                                 | 5                                            | 0.01 |       |
| Порядок, відповідальність, справедливість                                                          | 5                                            | 0.01 |       |
| Розумна сила                                                                                       | 5                                            | 0.01 |       |
| Партія захисників вітчизни                                                                         | 4                                            | 0.01 |       |
| ВО «Громадський контроль»                                                                          | 4                                            | 0.01 |       |
| Нова країна                                                                                        | 4                                            | 0.01 |       |
| Українська республіканська партія                                                                  | 4                                            | 0.01 |       |
| Партія Християнсько-Демократичний союз                                                             | 3                                            | 0.01 |       |
| Єдина громада                                                                                      | 3                                            | 0.01 |       |
| Ідея нації                                                                                         | 3                                            | 0.01 |       |
| Команда Левченка «Народовладдя»                                                                    | 3                                            | 0.01 |       |
| Партія чернівчан                                                                                   | 3                                            | 0.01 |       |
| Патріот                                                                                            | 3                                            | 0.01 |       |
| Українська морська партія Сергія Ківалова                                                          | 3                                            | 0.01 |       |
| За права людини                                                                                    | 2                                            | 0.00 |       |
| Громада і закон                                                                                    | 2                                            | 0.00 |       |
| Правий сектор                                                                                      | 2                                            | 0.00 |       |
| Республіканська партія                                                                             | 2                                            | 0.00 |       |
| Солідарність жінок України                                                                         | 2                                            | 0.00 |       |
| Соціал-демократична партія                                                                         | 2                                            | 0.00 |       |

### Зведені дані виборів до обласних рад і міської ради Києва

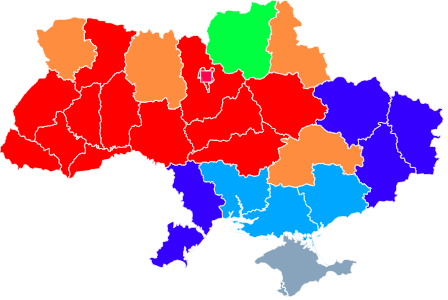
Зведені дані виборів до обласних рад, районних рад Донецької та Луганської областей і міської ради Києва. Червоним та помаранчевий кольором позначені області, в яких більшість мандатів здобули партії, котрі можна віднести до проукраїнських чи проєвропейських. Синім та блакитним кольором позначені області, в яких більшість мандатів здобули партії, котрі можна віднести до проросійських чи євроскептиків. Зеленим кольором позначені області, де проукраїнські/проєвропейські та проросійські/євроскептичні партії здобули однакову кількість мандатів

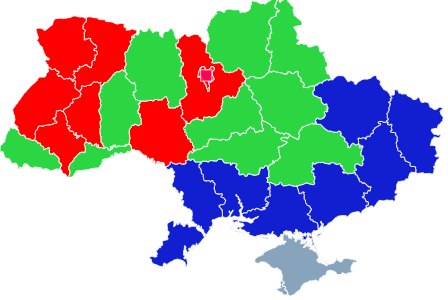
Зведені дані виборів до обласних рад, районних рад Донецької та Луганської областей і міської ради Києва. Порівняння результатів трьох найуспішніших партій — Європейська Солідарність, Слуга народу та Опозиційна платформа — За життя. Червоним кольором позначені області, де найбільше мандатів здобула Європейська Солідарність, зеленим кольором позначені області, де найбільше мандатів здобула Слуга народу, синім кольором позначені області, де найбільше мандатів здобула ОПЗЖ

| №  | Суб'єкт висування                                  | Кількість обраних депутатів | % місць | Зміна % місць відносно 2015 |
| -- | -------------------------------------------------- | --------------------------- | ------- | --------------------------- |
| 1  | Слуга народу                                       | 305 / 1780                  | 17,13   | —                           |
| 2  | Європейська Солідарність                           | 283 / 1780                  | 15,9    | ▼ -7,89                     |
| 3  | Опозиційна платформа — За життя                    | 230 / 1780                  | 12,92   | —                           |
| 4  | ВО «Батьківщина»                                   | 192 / 1780                  | 10,79   | ▼ -4,32                     |
| 5  | За Майбутнє                                        | 183 / 1780                  | 10,28   | —                           |
| 6  | ВО «Свобода»                                       | 50 / 1780                   | 2,81    | ▼ -4,06                     |
| 7  | Блок Кернеса — Успішний Харків                     | 46 / 1780                   | 2,58    | —                           |
| 8  | Наш край                                           | 43 / 1780                   | 2,42    | ▼ -1,76                     |
| 9  | Українська Стратегія Гройсмана                     | 40 / 1780                   | 2,25    | —                           |
| 10 | Пропозиція                                         | 35 / 1780                   | 1,97    | —                           |
| 11 | УДАР (Український Демократичний Альянс за Реформи) | 30 / 1780                   | 1,69    | —                           |
| 12 | Радикальна партія Олега Ляшка                      | 27 / 1780                   | 1,52    | ▼ -5,4                      |
| 13 | Довіра                                             | 22 / 1780                   | 1,24    | —                           |
| 14 | Рідний дім                                         | 19 / 1780                   | 1,07    | —                           |
| 15 | ВО «Черкащани»                                     | 18 / 1780                   | 1,01    | ▲ +0,13                     |
| 16 | Блок Світличної «Разом!»                           | 17 / 1780                   | 0,96    | —                           |
| 17 | Сила і честь                                       | 16 / 1780                   | 0,9     | —                           |
| 18 | Голос                                              | 16 / 1780                   | 0,9     | —                           |
| 19 | Блок Вілкула «Українська Перспектива»              | 16 / 1780                   | 0,9     | —                           |
| 20 | Єдність Олександра Омельченка                      | 14 / 1780                   | 0,79    | ▼ -0,03                     |
| 21 | Команда Симчишина                                  | 13 / 1780                   | 0,73    | —                           |
| 22 | Партія Ігоря Колихаєва «Нам тут жити»              | 13 / 1780                   | 0,73    | —                           |
| 23 | Аграрна партія України                             | 12 / 1780                   | 0,67    | ▼ -1,53                     |
| 24 | Рідне Закарпаття                                   | 12 / 1780                   | 0,67    | —                           |
| 25 | Довіряй ділам                                      | 11 / 1780                   | 0,62    | ▼ -0,04                     |
| 26 | ВО «Платформа Громад»                              | 10 / 1780                   | 0,56    | —                           |
| 27 | За конкретні справи                                | 10 / 1780                   | 0,56    | ▼ -0,48                     |
| 28 | Громадська сила                                    | 9 / 1780                    | 0,51    | —                           |
| 29 | Партія Володимира Буряка «Єднання»                 | 9 / 1780                    | 0,51    | —                           |
| 30 | Об'єднання «Самопоміч»                             | 9 / 1780                    | 0,51    | ▼ -6,41                     |
| 31 | Рідне місто                                        | 9 / 1780                    | 0,51    | ▲ +0,18                     |
| 32 | Єдина Альтернатива                                 | 9 / 1780                    | 0,51    | —                           |
| 33 | «КМКС» Партія угорців України                      | 8 / 1780                    | 0,45    | ▲ +0,01                     |
| 34 | Опозиційний блок                                   | 8 / 1780                    | 0,45    | ▼ -10,09                    |
| 35 | Команда Андрія Балоги                              | 7 / 1780                    | 0,39    | ▼ -0,65                     |
| 36 | Українська Галицька партія                         | 6 / 1780                    | 0,34    | —                           |
| 37 | Народний рух України                               | 6 / 1780                    | 0,34    | ▲ +0,07                     |
| 38 | Партія Шарія                                       | 6 / 1780                    | 0,34    | —                           |
| 39 | Громадський рух «Народний контроль»                | 6 / 1780                    | 0,34    | ▼ -0,43                     |
| 40 | Блок Володимира Сальдо                             | 5 / 1780                    | 0,28    | —                           |

## Результати за областями
- Вінницька — 84 Слуга народу — 8; ОПЗЖ — 7; Європейська солідарність - 11; Батьківщина - 11; За майбутнє — 7; УСГ — 40.
- Волинська — 64 Слуга народу — 8; Європейська солідарність - 9; Батьківщина - 9; Свобода — 7; За майбутнє — 22; АПУ — 5; Січ - 4.
- Дніпропетровська — 120 Слуга народу — 30; ОПЗЖ — 27; Європейська солідарність - 13; Батьківщина - 8; Пропозиція - 17; Українська перспектива - 16; Громадська сила - 9.
- Житомирська — 64 Слуга народу — 11; ОПЗЖ — 7; Європейська солідарність - 9; Батьківщина - 6; РПОЛ - 5; За майбутнє — 7; Наш край - 9; Пропозиція - 6; Сила та честь — 4.
- Закарпатська — 64 Слуга народу — 11; ОПЗЖ — 6; Європейська солідарність - 6; Батьківщина - 8; За майбутнє — 6; Рідне Закарпаття — 12; КМКС — 8; КАБ — 7.
- Запорізька —  84 Слуга народу-19; ОПЗЖ — 23; Європейська солідарність - 10; Батьківщина - 7; За майбутнє — 8; ПВБ — 9; Опозиційний блок - 8;
- Івано-Франківська — 84 Слуга народу — 9; Європейська солідарність — 17;Батьківщина — 14; Свобода - 18; За майбутнє — 16; ВОПГ — 10.
- Київ −120: Слуга народу — 12; ОПЗЖ-12; Європейська солідарність - 31; Батьківщина-12; Голос - 9; УДАР — 30; Єдність - 14.
- Київська область — 84: Слуга народу-22; ОПЗЖ-9; Європейська солідарність -25; Батьківщина-14; За майбутнє-14;
- Кіровоградська — 64: Слуга народу - 14; ОПЗЖ — 11; Європейська солідарність - 9; Батьківщина –15; За майбутнє — 5; Пропозиція - 5; РПОЛ - 5.
- Львівська — 64 Слуга народу — 9; Європейська солідарність-28; Батьківщина - 7; Голос — 7; Самодопомога - 9; Свобода — 6; НРУ - 6; За майбутнє — 6; УГП - 6;
- Миколаївська — 64: Слуга народу — 16; ОПЗЖ — 18; Європейська солідарність - 8; Наш край - 10; За майбутнє — 5; Пропозиція - 7.
- Одеська — 84 Слуга народу - 16; ОПЗЖ — 24; Європейська солідарність - 10; Батьківщина - 7; Д — 11; За майбутнє - 10; Шарій - 6.
- Полтавська — 84 Слуга народу — 14; ОПЗЖ — 11; Європейська солідарність - 9; Батьківщина - 12; За майбутнє — 13; Довіра - 16; Рідне місце - 9.
- Рівненська — 64 Слуга народу — 12; Європейська солідарність - 14; Батьківщина - 9; За майбутнє — 9; РПОЛ - 6; Свобода — 6; СІЧ — 8
- Сумська — 64 Слуга народу — 16; ОПЗЖ — 14; Європейська солідарність - 9; Батьківщина - 10; Наш край - 8; За майбутнє — 7.
- Тернопільська — 64 Слуга народу — 8; Європейська солідарність - 17; Батьківщина-8; Свобода-13; За майбутнє-12; Довіра-6.
- Харківська — 120 Слуга народу — 17; ОПЗЖ — 29; Європейська солідарність - 11; БК — 46 ; БСР - 17.
- Херсонська — 64 Слуга народу-11; ОПЗЖ-15; Європейська солідарність –7; Батьківщина –6; Наш край -7; ПІК-13; ПВС –5.
- Хмельницька — 64 Слуга народу — 10; Європейська солідарність - 7; Батьківщина - 7; РПОЛ - 4; За майбутнє — 13; Симчишин - 13; ЗКС - 10.
- Черкаська — 64 Слуга народу — 12; ОПЗЖ — 6; Європейська солідарність - 9; Батьківщина - 7; За майбутнє - 12; Черкащани — 18.
- Чернівецька — 64 Слуга народу — 12; ОПЗЖ — 6; Європейська солідарність - 9; Батьківщина - 9; За майбутнє — 6; ОД Народний контроль - 6; Єдина альтернатива - 9; АПУ — 7.
- Чернігівська — 64 Слуга народу - 8; РПОЛ - 7; ОПЗЖ — 5; Європейська солідарність - 5; Батьківщина - 6; За майбутнє — 5; Наш край -9; Рідний дім- 19.